# Cueva de Daneil
Cueva de Daneil (en alemán: Daneilshöhle) también llamada Cueva del ladrón (Räuberhöhle) se encuentra en el lado norte de la cordillera de Huy en el distrito de Harz, en el estado de Sajonia-Anhalt, Alemania. Lleva ese nombre por una leyenda local de un famoso ladrón, Daneil.
Forma tres cavernas que están vinculadas entre sí dentro de una pared de roca de piedra arenisca, cada una con su propia entrada. Se encuentra protegido como reserva natural. Las cavernas se formaron al parecer, como consecuencia de la erosión durante el período Neógeno o durante la Edad de Hielo, es decir, tienen un origen geológico.

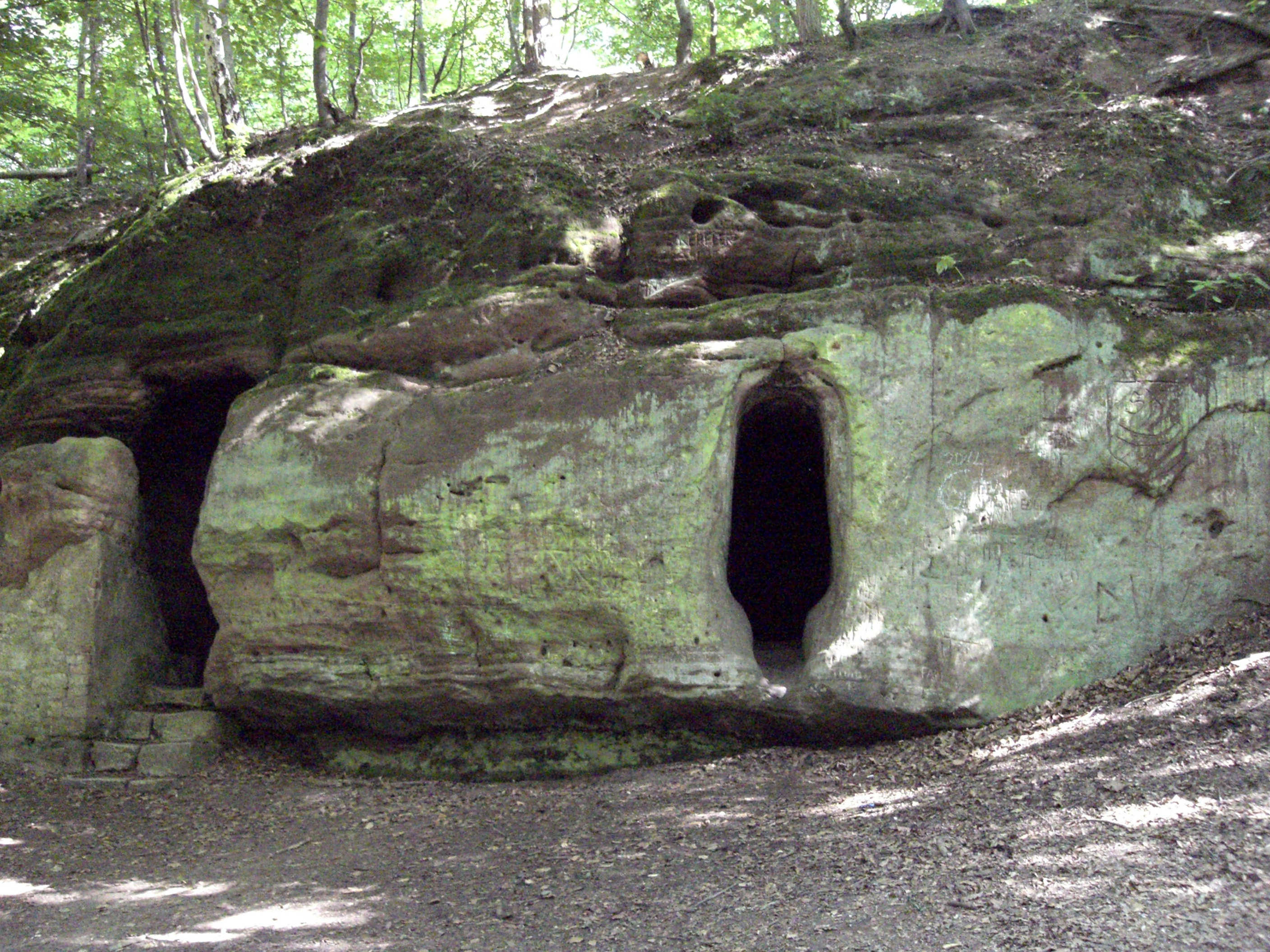
Entrada a las cuevas